# 장 니코드
장 니코드(Jean Nicod, 1893년 6월 1일 ~ 1924년 2월 16일)는 프랑스의 철학자이자 논리학자이다. 명제 논리를 연구했다. 그의 명제 기준은 까마귀 역설과 관련이 있다. 만 30세의 나이에 결핵으로 요절하였다. 장 니코드 상과 장 니코드 연구소가 그의 이름을 따왔다.